# باولا تورباي
باولا تورباي غوميز (بالإنجليزية: Paola Turbay)‏ (ولدت في 29 نوفمبر 1970) ممثلة وعارضة أزياء، ملكة جمال، ومذيعة تلفزيونية كولومبية أمريكية، مثلت تورباي بوغوتا في مسابقة ملكة جمال كولومبيا التي فازت بها في عام 1991. ومثلت بلدها كولومبيا في مسابقة ملكة جمال الكون وحلت في مركز الوصيفة الأولى في مسابقة ملكة جمال الكون 1992.

## روابط خارجية
- باولا تورباي على موقع IMDb (الإنجليزية)
- باولا تورباي على موقع قاعدة بيانات الفيلم (الإنجليزية)
- Paola Turbay's official website
- (بالإسبانية) Profile at Colarte (includes several magazine articles)